# Mitrella guttata
Conocido como caracol paloma, Mitrella guttata, es una especie de gasterópodo marino perteneciente a la familia Columbellidae1. Es una especie carnívora. Habita en la zona intermareal2.

## Clasificación y descripción
Concha fusiforme de color marrón rojizo con periostraco lustroso. Presenta una banda clara justo por debajo de la vuelta corporal. La mayoría de los ejemplares pierde el ápice, pero cuando está presente la protoconcha es delgada y estrecha. Presenta numerosas manchas blanquecinas, más grandes en la vuelta corporal con respecto al ápice. Abertura ligeramente alargada, con dientes en el labio externo2.

## Distribución
La especie Mitrella guttata distribuye desde Bahía Magdalena, Baja California, a lo largo del Golfo de California hasta el sur de Panamá2.

## Hábitat
Habita en la zonas de intermareal, debajo de rocas, donde suele ser abundante2,3.

## Estado de Conservación
Hasta el momento en México no se encuentra en ninguna categoría de protección, ni en la Lista Roja de la IUCN (International Union for Conservation of Nature) ni en CITES (Convención sobre el Comercio Internacional de Especies Amenazadas de Fauna y Flora Silvestres).